# 이유립
이유립(李裕岦, 1907년 12월 18일 (1907년 음력 11월 14일) ~ 1986년 4월 18일)은 한국의 종교인으로 태백교라고 하는 소수종교의 교주이자, 민족운동가로 알려져 있다. 하지만 일각에서는 친일 의혹이 제기되기도 한다. 본관은 고성(固城), 자는 채영(采英)·중정(中正), 호는 한암당(寒闇堂)·정산초인(靜山樵人)·단하산인(檀下山人)·호상포객(湖上逋客)·단학동인(檀鶴洞人)이다.

## 생애
고려말 문신인 이암(李嵒)의 후손으로, 아버지는 이관집(李觀楫), 어머니는 태인 백씨이다.
어려서부터 한문을 익히고, 1915년 9살에 오동진(吳東振)이 비밀로 가르치는 구한국군(舊韓國軍)의 노래와 행진연습을 하였다. 1919년에는 신안동(新安洞)에서 태극기를 들고 조선독립만세운동에 가담하는 등 애국사상이 강하였다고 한다. 하지만 이유립 및 아버지 이관집의 독립운동 관련 행적은 모두 이유립 본인이 쓴 책을 출처로 하고 있으며, 다른 곳에서 교차 검증되지 않는다.

### 약력
- 1907년 평안북도 삭주군 구곡면 안풍동 구령포 청계령산 아래 청계곡에서 단해(檀海) 이관집의 4남으로 출생.
- 1921년 조선독립소년단(朝鮮獨立少年團) 조직활동에 참가해 단장이 됨.[3]
- 1924년 ~ 1927년 삭주고등보통학교 3학년 입학, 졸업
- 1931년 7월 조선총독부 발행 월간지 《조선》에 시 '사회(寫懷)' 게재됨.
- 1933년 8월 조선총독부 발행 월간지 《조선》에 시 '삭주(朔州) 을산촌(乙山村)' 게재됨
- 1933년 안순환(安淳煥)이 설립한 명교학원(明敎學院: 조선유학회 또는 조선유교회) 입회
- 1935년 삭주유교청년회지교부장(朔州儒敎靑年會支敎部長)[7], 《일월시보》(조선유학회 기관지) 주필
- 1938년 동아일보 삭주지국장[8]
- 1939년 신풍학원(新豊學院) 설립, 학감 겸 교사로 근무
- 1945년 4월 건국동맹(建國同盟)의 평안북도 삭주책을 맡음. 전봉천(全鳳天)의 「대동아전쟁거부론」 삐라살포사건에 관련되어 구령포 일본헌병대의 문초를 받음. 9월 9일 압록강국민학교 교장과 풍민조합장(豊民組合長), 대한근로국민회 문화부장 직에 피임. 10월 3일 천마산제전대회에서 독립운동가 이용담(李龍潭)의 주재로 결성된 단학회(檀學會)의 기관지 『태극(太極)』의 주간으로 피임[3]
- 왕정복고를 주장했다가 국가보안법 위반 혐의를 받음
- 1963년 단학회를 계승한 단단학회(檀檀學會)의 3대회장이 되어 기관지 《커발한》 발행
- 1976년 박창암, 안호상, 유봉영, 문정창, 박시인, 임승국 등과 함께 국사찾기 협의회 조직
- 1979년 환단고기 간행(100부 한정출판)

### 친일 의혹
일반적으로 독립운동가 또는 민족운동가라고 알려져 있으나, 아래와 같은 행적으로 볼 때 친일파라는 주장이 제기되었다.
- 조선총독부 발행 월간지 《조선》에 시를 투고하였는데, 시의 내용이 일제 하의 태평성대를 노래하는 내용이다.[9]
- 친일 유교 단체인 조선유교회에서 활동하였으며 당 단체에서 발행한 친일 성향의 기관지 《일월시보》의 주필을 역임하였고 산하 단체인 신풍학원을 설립하였다.[10]
- 중일 전쟁 이후에 친일신문이 된 동아일보의 지국장을 역임하였다.[11]

한편 이유립은 《환단고기》의 전수자를 자칭하고 있으나 실제로는 자신이 직접 쓴 것으로 확실시되고 있다. 《환단고기》 역시 민족주의적인 내용이 담겼다고 알려져 있으나 실제 내용상 친일적 요소가 강하다는 비판이 있다. 또한, 이유립은 이러한 《환단고기》를 박창암 장군에게 전했는데, 박창암 장군은 환단고기 원문을 일본의 역사저술가 가지마 노보루(鹿島昇)에게 전달하기도 하였다. 가지마 노보루는 일선동조론과 같은 황국사학을 주장하는 극우 역사저술가로 그가 번역한 《환단고기》에는 “일선동조론의 증거가 되는 책을 전달해 주어서 이유립에게 감사한다.”는 언급을 하고 있다. 이 대해 이유립은 자신이 전달하도록 허락한 것이 아니며 허락 없이 책을 유출한 것이라 주장하였다.

### 종교 활동
이유립은 일제강점기 당시부터 단학회나 태백교와 같은 민족단체 또는 민족종교에서 활동했다고 주장하고 있다. 그러나 그가 단학회를 계승했다고 주장하고 있는 단단학회(檀檀學會)나 태백교, 커발한 등은 일종의 소수종교로 분류되고 있으며 이유립은 그 교주로 알려져 있다. 《환단고기》에도 이유립이 교주로 있는 태백교의 교리가 서술된 부분이 많다

## 저서
- 《광개토 성릉 비문 역주》, 대동문화사, 1973년
- 《커발한 문화사상사》1-2, 단단학회, 1976년
- 《환단고기》, 광오이해사, 1979년[16]
- 《한암당 이유립 사학총서 (천)》, 단단학회 편, 모음출판사 , 1983년[17]
- 《대배달민족사》1-5, 고려가, 1987년

## 같이 보기
- 환단고기
- 박창암
- 문정창
- 이병도

## 참고 문헌
- 「이유립」, 《한국민족문화대백과》, 한국학중앙연구원
- 「단단학회」, 《한국민족문화대백과》, 한국학중앙연구원
- 이정훈, '계연수와 이유립을 찾아서', 「신동아」9월호, 2007